# Bernard Darmet
Bernard Darmet (nascido em 19 de outubro de 1945 - 6 de fevereiro de 2018) foi um ciclista francês que competia no ciclismo de pista. Representou França nos Jogos Olímpicos da Cidade do México 1968, onde terminou em quinto lugar na perseguição por equipes de 4 km.